# Sana Saeed

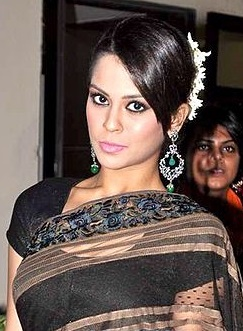
Sana Saeed (2013)

Sana Saeed (* 22. September 1988 in Leeds, Großbritannien) ist eine pakistanische Schauspielerin und Model.

## Karriere
Sana Saeed spielte als Kind in drei Filmen, zusammen mit Rani Mukerji. Als Model war sie für Benchmark-Modelle tätig. Sie war Darstellerin in der Fernsehserie Fox Kids und Baabul Ka Aangan Choote Na  und spielte in der Seifenoper Lo Ho Gaji Pooja Iss Ghar Ki auf SAB TV. Ihr Debüt als Erwachsene gab sie 2012 in Karan Johars Student of the Year, neben drei weiteren Newcomern. In der sechsten Staffel von Madhuri Dixits Tanzshow Jhalak Dikhhla Jaa tanzte Saeed mit und belegte den 6. Platz. 2014 wurde Saeed in Akshay Kumars Fugly als Item-Girl eingesetzt.

## Filmografie

### Filme
- 1998: Kuch Kuch Hota Hai – Und ganz plötzlich ist es Liebe
- 2000: Har Dil Jo Pyar Karega...
- 2000: Badal
- 2012: Student of the Year

### Fernsehserien
- 2001–2003: Fox Kids
- 2008–2009: Babul Ka Aangann Chootey Na
- 2008–2009: Lo Ho Gayi Pooja Iss Ghar Ki
- 2013: Jhalak Dikhhla Jaa (6 Staffel)
- 2013: MTV Splitsvilla Sexy Sana (Moderatorin in der 6. Staffel)
- 2013: Yeh Hai Aashiqui (Gastauftritt in zwei Folgen)